# Drumcze
Drumcze (bułg. Друмче) – wieś w południowej Bułgarii, w obwodzie Kyrdżali, w gminie Momcziłgrad. Według danych Narodowego Instytutu Statystycznego, 31 grudnia 2012 roku wieś liczyła 23 mieszkańców.